# Bruchophagus clelandi
Bruchophagus clelandi är en stekelart som först beskrevs av Cameron 1912.  Bruchophagus clelandi ingår i släktet Bruchophagus och familjen kragglanssteklar. Inga underarter finns listade.